# Club Mendoza de Regatas
O  Club Mendoza de Regatas,  é  uma agremiação poliesportiva argentina, da cidade de Mendoza, com destaque para  o remo, tênis, natação e voleibol indoor, entre outros.

## Histórico
A instituição esportiva localizada na Província de Mendoza, precisamente no Parque General San Martín.Fundada em 17 de novembro de 1909 por Emilio Civit, pioneira do remo no oeste da Argentina, pois, a cidade é uma área de rios caudalosos e  no ato da fundação  não havia lagos que permitissem a prática deste esporte,  por isso construiu-se um lago artificial no parque supracitado que permite competições de remo em uma distância de 700 metros.
No início possuía duas salas com chão de terra batida, instalações sanitárias, as lendárias arquibancadas de betão armado, os terraços suspensos e outras duas áreas que serviam de ginásio e refeitório, e logo se desenvolveu e reconhecida como a principal instituição esportiva da Província. Pouco tempo depois, aço e cimento começaram a chegar da Europa em enormes quantidades, e seus primeiros sócios eram ingleses da ferrovia BAP (Buenos Aires ao Pacífico) e a entrada custava cinco pesos chegando a um número de 30 sócios.
Naquele período o acesso ao clube era por bonde até os portões do parque e depois seguia a pé, transportava-se também por carroças puxadas por cavalos com capacidade para dez passageiros. Depois surgiu um Ford aberto, sem carroçaria, com bancos transversais e com capacidade para 25 membros. Mais tarde foi utilizado um ônibus e, por fim, o popular Leyland. Nos tempos atuais  o translado é por duas rodas. Em 1928 começaram os treinos de basquete em um piso de cascalho, demarcado a oeste do Prado espanhol. Em 1934, o tênis e a esgrima foram adicionados ao basquete, remo e natação, totalizando 589 associados.
Atualmente, a instituição  é reconhecida como Esportiva e Social com maior alcance e projeção em Mendoza, com prestígio  que ultrapassa os limites da nossa província, alcançando fronteiras nacionais e internacionais. Da modesta estrutura inicial, às magníficas instalações que orgulham todos os habitantes da Província, passaram-se mais de 99 anos. Época em que se construíram os primeiros campos de basquetebol e de ténis, e se criaram as condições para dar, desde 1971, o primeiro passo na grande transformação da nossa época. Com grande esforço corporativo (durante vários anos os sócios, para além da quota normal, tinham um extra, igual para estas obras), o Ginásio "Emilio Civit", o Refeitório e a Piscina de 50 metros e, em 1976 , foram inauguradas as novíssimas quadras Pelota a Paleta, Pelota a Mano e piscina coberta.
Em 1984 foram acrescentados o Ginásio n.º 4 (para toda a ginástica e atividades não federativas) e o Corpo Central do edifício; cinco pisos que amalgamavam o hall de entrada, vários complexos sanitários, balneários, gabinetes, a Sala Presidencial e, em 1996, o moderno Ginásio para a prática de Ginástica Artística, com todos os elementos mais recentes que compõem esta excelente modalidade desportiva. Adicionalmente, no plano de obras permanentes, visando a conclusão e otimização da sede, foram acrescentados balneários e casas de banho de senhoras, Banhos Turcos, Sauna, bem como inúmeras obras de menor importância, mas de real importância. Assim, o clube adquiriu a sua atual e impressionante fisionomia, onde modernizou vários setores, entre os quais se destacam a Biblioteca, Coordenação Desportiva e a remodelação da Piscina coberta.
No voleibol feminino conquistou a medalha de bronze no Campeonato Sul-Americano de Clubes de 1986 em La Paz. São 37 ramos que compõem o espectro esportivo, recreativo e social. São ministradas onze aulas de ginástica, nas quais a grande protagonista é a mulher. Para além disso, oferece um leque de serviços como cabeleireiro para homem e senhora, consultório médico, cinesiologista, podologia, jardim desportivo, parque de campismo, restaurante, boutique desportiva, revista “Regatas”, etc.
Nas margens do reservatório El Carrizal, a subsede Náutica foi construída nos dez hectares que foram concedidos em 1983; e, em Vallecitos, foi erguido o refúgio andino. Está localizado no sopé do Cordón del Plata, a 3.000 metros acima do nível do mar. Este refúgio andino bem equipado é a base para atividades de esqui e escalada aos grandes picos desta área de beleza natural incomparável. O terreno desta Sub Sede tem pouco mais de 2 Hectares. Este cocktail de beleza ambiental acrescido de um local onde o sócio se pode abrigar, será tudo o que necessita para se sentir bem no meio da neve, do ar puro e da pureza da montanha.
As obras básicas de nossa terceira Subsede já estão adquirindo perfis definitivos, em um terreno de mais de 3 hectares, localizado na área de Luzuriaga, Departamento de Maipú (terra da antiga Vinícola Tupungato), a apenas 8 km do centro da Capital, e rodeado de dinâmicos acessos rodoviários. Esta propriedade, a poente, tem um lago com mais de 450 m de comprimento e 22.000 m² de área, com campos de ténis, uma piscina de dimensões impressionantes, etc., tudo isto, no meio de um empreendimento urbano de raiz, "El Torreón", tudo rodeado por uma paisagem onírica e uma vista incomparável de cartão postal do Cordón del Plata.

## Sedes

### El Torreón
A impossibilidade da Sede no Parque Gral. San Martín crescer e  apenas ser possível melhorias na Subsede de El Carrizal, investir nos esportes náuticos,  surgiu a proposta do grupo de investimento espanhol SALVAGO  para o maior projeto urbanístico integral da Província,  abrangendo a transferência de mais de 3 hectares de terreno no coração da expansão urbana da Grande Mendoza e a apenas 8 km de nossa Sede. Este empreendimento  visa ter espaços públicos e um importante desenvolvimento comercial, educacional e cultural, além de um lago de 22.500 m² doado por SALVAGO ao Município de Maipú, espaço  visando beneficiar todos os associados e a comunidade de Maipú, Guaymallén, Godoy Cruz e Luján ao gerar um pólo de desenvolvimento social e esportivo em uma área onde vivem mais de 250.000 mendozanos.
Cabe destacar que o terreno pertencente ao Clube Mendoza de Regatas está fora do bairro, com entrada totalmente independente e separado do bairro El Torreón pelo lago artificial e ruas de entrada. Um trabalho é totalmente independente do outro. No total, ocupa 130 hectares urbanizados e ajardinados, em uma propriedade que pertenceu à antiga vinícola Tupungato, onde justamente a torre do estabelecimento se tornou um símbolo da época de esplendor da viticultura de Mendoza, um ambicioso projeto de médio prazo, buscando se adequar à demanda futura por melhores serviços recreativos e esportivos.

### El Carrizal
Localizado, desde 1983, nas margens do reservatório, no distrito de Carrizal de Abajo, departamento de Luján de Cuyo e ocupa 10 hectares emoldurados por árvores abundantes e prados espaçosos, trabalhados com grande esforço em uma área semidesértica inóspita . O Clube tem uma das melhores localizações na orla da Represa El Carrizal e é uma opção muito agradável para curtir em família, durante e nos finais de semana durante todo o ano.
A propriedade oferece aos membros visitantes: mercearia que também presta serviços de alimentação com algumas ementas variadas, pão, crepes, sopaipillas, bebidas e águas gaseificadas e minerais. Fora de temporada sábados e domingos, na temporada de terça a domingo, piscinas, campos de futebol, padel, vôlei, handebol, bocha, crocket, churrasqueiras abertas e fechadas, arborização abundante, berçário de barco, guincho para levantar e abaixar barcos, rampa, esportes náuticos, churrascarias, provadores, complexos de Saúde, mesas e cadeiras e locais para instalação de tenda.

## Vallecitos
Está localizado no sopé do Cordón del Plata, no departamento de Luján de Cuyo, a 3.000 metros acima do nível do mar. Este refúgio andino equipado é a base para atividades de esqui e escalada a grandes picos de quase 6.000 metros nesta área de beleza natural incomparável. O terreno desta Sub Sede, propriedade do Clube, tem pouco mais de 2 Hectares. Este cocktail de beleza ambiental acrescido de um local onde o sócio se possa abrigar, será tudo o que necessita para se sentir bem no meio da neve, do ar puro e da pureza, da solidão e do profundo silêncio da montanha. É um lugar ideal onde o clube realiza seus programas regulares de trekking e muitos membros o utilizam para realizar seus treinamentos para escalar o Aconcágua, o abrigo possui os seguintes elementos: louça de cozinha, pratos, garfos, colheres e facas, cinco Colchões e seus respectivos travesseiros, mesa e bancos para comer
Uma cozinha com dois queimadores, duas garrafas, grill para fazer assados na parte externa do mesmo, sistema de iluminação por bateria de viatura.

## Instalações
O clube possui instalações que permitem não só remar, mas também nadar, com piscinas de verão e aquecidas (inverno). Possui quadras de tênis, basquete (estádio fechado) e várias quadras subterrâneas de paddle. Tem um ginásio bem instalado. É oportuno mencionar que em um setor do clube, incluindo o subsolo, o edifício possui sete níveis.À sua sede original, na década de 1980, acrescentou outra nas margens do reservatório El Carrizal para a prática náutica e um refúgio andino em Vallecitos, ao pé do Cordón del Plata, uma base para esqui e escalada.

## Gastronomia, esportes e cultura
O Mendoza de Regatas Club oferece aos seus membros e visitantes serviços gastronômicos terceirizados através de diferentes concessionárias autorizadas contratualmente e nos seguintes locais: Restaurante e Cafetaria "Terrazas del Lago" (Sede) para uso dos sócios e público em geral, quinchos e churrasqueiras (Sede) para uso exclusivo de sócios e visitantes acompanhados de sócios, cantina Ténis (Sede) fast food e bebidas, para uso exclusivo de sócios desportivos e visitantes, Planchada Norte (Sede) fast food e bebidas para uso exclusivo de sócios e visitantes desportivos, Quiosque de Natação (Sede) fast food, bebidas, doces para uso dos esportistas e visitantes E Sub Sede Carrizal com disponibilização de serviço de restauração rápida e bebidas, para utilização de sócios e visitantes acompanhados de sócios ou visitantes desportivos.
Os esportes oferecidos são: Xadrez, boxe, judô, caratê, taekwondo, aikido, natação, navegação, voleibol Feminino, remo,
tênis, tênis de mesa, triatlo, caminhada, handebol e futebol de salão. Na ginástica tem: atividade física, aeróbica, pilates, aeróbico localizado, aerosalsa, ritmo de fusão, ginástica mista, local intensivo, modelagem aeróbica e atividade física para a Saúde.Danças e atividades socioculturais:coro, flamenco, folclore, tango, música, dança, teatro e dança árabe.
Alguns de seus atletas se destacaram em nível internacional, como foi o caso daqueles que conquistaram o título pan-americano da especialidade em quatro longas sem timoneiro. A nadadora Florencia Szigeti participou dos Jogos Olímpicos de Sydney em 2000 e nos Jogos Olímpicos de Atenas em 2004, conquistou a medalha de prata nos Jogos Pan-americanos de Santo Domingo e chegou à final dos 100 metros livres na Copa do Mundo de 2005 na China. No remo, aos títulos anteriores somou em 2011 e 2012 treze medalhas de ouro no Campeonato Argentino de Remo (2011) as duas copas da Regata Internacional de Curauma (Chile, 2012).

## Títulos

### Voleibol feminino
Campeonato Argentino: 
- Terceiro lugar: 2003-04

 Campeonato Federal: 
- Terceiro lugar: 2018-19
- Campeonato Sul-Americano:
- Terceiro lugar: 1986